# 신기초등학교 (구미시)
신기초등학교는 대한민국 경상북도 구미시에 있는 공립 초등학교이다.

## 학교 연혁
- 1988. 03. 01 신기국민학교 설립 인가
- 1989. 09. 01 초대 최태식 교장 부임
- 1989. 11. 01 신기국민학교 개교
- 1991. 02. 20 제1회 졸업
- 1992. 03. 10 신기국민학교병설유치원 개원(2학급)
- 1993. 02. 12 병설유치원 1회 졸업
- 1996. 03. 01 신기초등학교로 교명 변경
- 2003. 11. 05 느티나무 도서관 개관
- 2007. 06. 02 과학실 현대화 사업 실시
- 2009. 10. 30 영어체험실 개관
- 2010. 02. 11 제20회 졸업(총 졸업생수 1899명)
- 2010. 03. 01 2010 학교문화선도학교 운영
- 2010. 06. 28 보건실 현대화 사업
- 2011. 02. 16 제21회 졸업(총 졸업생 수 1936명)
- 2011. 03. 01 2011 학교문화선도학교 운영
- 2013. 02. 14 제23회 졸업(총 졸업생 수 1991명)
- 2014. 02. 18 제24회 졸업(총 졸업생 수 2015명)
- 2014. 09. 01 18대 반용기 교장 부임
- 2015. 02. 13 제25회 졸업(총 졸업생수 2031명)
- 2015. 03. 01 초등학교 7학년 편성, 병설유치원 1학급 편성

## 참고 자료
- 신기초등학교 - 한국교육학술정보원 학교알리미